# Voipreux
Voipreux település Franciaországban, Marne megyében. Lakosainak száma 237 fő (2018. január 1.). Voipreux Villeneuve-Renneville-Chevigny, Trécon és Vertus községekkel határos.

## Népesség
A település népessége az elmúlt években az alábbi módon változott:
| Lakosok száma | 92   | 105  | 168  | 160  | 181  | 220  | 233  | 229  | 234  | 237  |
|               | 1968 | 1975 | 1982 | 1990 | 1999 | 2011 | 2013 | 2015 | 2017 | 2018 |